# 馬偕故居
馬偕故居，又稱為馬偕紀念館，是位於臺灣新北市淡水區的一座建築，為加拿大基督教長老教會傳教士馬偕故居。現已不對外開放。

## 沿革
1872年（同治11年），來自加拿大的馬偕牧師抵達淡水後，就積極地展開傳教的工作，隨即租下一間原預備做為馬廄的房子，以此傳教。由於求診者與日俱增，於是在1873年5月時，馬偕另租民房為診所，名為「滬尾醫館」。
1875年1月29日，加拿大長老會派華雅各醫生（Rev. J.B. Fraser, M.D.）夫婦抵達臺灣，並撥款於淡水興建兩棟寬敞的宣教師宿舍供給馬偕一家和華雅各一家居住。該建築物是由馬偕親自設計督工，建材由廈門購入。馬偕博士後來還在建物後方加蓋「讀書樓」作為讀書研究和，此外該建築因大量蒐藏文物而成為臺灣第一座私人博物館。
由於華雅各夫人於1877年10月4日病逝，不久，華雅各醫生帶著兩個女兒回國，其住所則改為教士會館使用。馬偕故居則成為馬偕一家的生活住所，也作為馬偕開拓宣教、醫療與教育重要的基地，直至1901年馬偕博士病逝。不久馬偕的妻子張聰明則帶著兒女返回加拿大定居。建築則由華羅德牧師和宋雅各醫師等宣教師曾在此短暫居住。不過馬偕家族返臺時基本都下榻於此。明治年間，臺灣總督乃木希典曾來此拜訪參觀。1912年，馬偕博士獨子偕叡廉回臺創辦淡江中學，再度以此故居作為校長寓所。
太平洋戰爭初期，馬偕故居因提供給失去家庭的婦女住宿靜養而改為「安樂寮」，後來淡水中學則承租學寮，將建築稱為「白虎寮」，在戰爭末期則充作彈藥庫使用。
第二次世界大戰後，該建築則由偕叡廉和馬偕次女偕以利續住直到1952年。1965年後，建築物曾作為來淡水工商管理專科學校(現真理大學前身)圖書館、實習旅館、及外籍老師宿舍使用。
1994年，馬偕故居作為真理大學國際學術交流會館，提供國內外學者或貴賓住宿使用。後在2007年更名為「馬偕古厝」，作為觀光學院實習旅館使用。
2016年5月28日，馬偕故居在重新整理後，作為「馬偕紀念館」舉辦開幕感恩禮拜，曾開放大眾免費自由參觀。2020年後，校方將紀念館永久關閉，採預約制參觀，故並不對外開放。2022年，真理大學在馬偕故居舉辦時光展、多媒體故事館。

## 建築設計
與教士會館、前清淡水關稅務司官邸風格相似，馬偕故居以英國殖民地復興風格設計，並以西斑牙式的白堊孤廊為主要特徵，因有着白色牆體而被暱稱為「馬偕的小白宮」。其建築平面呈正方形，建築平面採用三面拱廊，內部則以中央走廊左右對稱。屋架為杉木，迴廊屋架略低於室內，因此屋頂有高低二階，壁體為磚石構造，並設有高台基、高挑高屋頂空間及通氣孔。住處後方天井廚房上方則建立二層之讀書樓，作為私密研究空間使用。該建築物能夠展望淡水河和觀音山景觀。建築形式反映出外國人在面對臺灣地理因素時生活住所的考量。

## 外部連結
- 馬偕故居 - 淡水基督長老教會 （页面存档备份，存于）
- 馬偕故居 - 真理大學 （页面存档备份，存于）
- 馬偕故居 - 淡水維基館 （页面存档备份，存于）